# Канґруська сільська рада
Ка́нґруська сільська рада (ест. Kangru külanõukogu, рос. Кангруский сельский совет) — сільська рада в Естонській РСР, адміністративно-територіальна одиниця в складі повіту Пярнумаа (1945—1950) та Аб'яського району (1950—1954).

## Історія
16 серпня 1945 року на території волості Раянґу в Пярнуському повіті утворена Канґруська сільська рада з центром у селі Канґру.
26 вересня 1950 року, після скасування в Естонській РСР повітового та волосного поділу, сільська рада ввійшла до складу новоутвореного Аб'яського сільського району.
17 червня 1954 року в процесі укрупнення сільських рад Естонської РСР Канґруська сільська рада ліквідована. Її територія склала південно-східну частину Раянґуської сільської ради.